# Ievguenia Ivanova
Pour les articles homonymes, voir Ivanova.
Ievguenia Ivanova est une joueuse russe de water-polo née le 26 juillet 1987. Elle a remporté avec l'équipe de Russie la médaille de bronze du tournoi féminin aux Jeux olympiques d'été de 2016 à Rio de Janeiro.